# Vedad Ibišević
Vedad Ibišević (Vlasenica, Jugoszlávia, 1984. augusztus 6. –) bosnyák válogatott labdarúgó. Játszott Svájcban, az Amerikai Egyesült Államokban és Franciaországban is. 2008-ban az Idol Nacije az év bosnyák labdarúgójává választotta. A Bundesliga történetének első játékosa, aki három klubcsapat színeiben egyaránt legalább 33 alkalommal volt eredményes.
2007. óta tagja a nemzeti csapatnak, több mint 70-szeres válogatott. A 2014-es labdarúgó-világbajnokságon ő szerezte meg Bosznia-Hercegovina történelmének első világbajnoki gólját.

## Klubcsapatokban

### A kezdetek
Ibišević a jugoszláviai Vlasenica városában született, az államközösség Bosznia-Hercegovina Szocialista Népköztársaságba tartozó részén. Családjával 2000-ben hagyta el Bosznia-Hercegovinát, Svájcba költöztek, Ibišević az Aargau kantonbeli FC Badenbe került. Azonban mindössze 10 hónap után elhagyták az alpesi országot, az Amerikai Egyesült Államokban található St. Louisban települtek le. Itt Ibiševićet tartották a régió egyik legtehetségesebb játékosának, 2002-es felnőttszezonja után felkerült a Soccer America 25 legjobb újoncot tartalmazó listájára. A Roosevelt Középiskolában játszott.
Vedad college soccert fogadott városában, a Saint Louis Egyetemen játszott. Már freshman-évében megalapozta jövőjét, 22 meccsen 18 gólt lőtt és 4 gólpasszt adott a Billikens színeiben, akik az NCAA-tornán erős SLU-csapatnak számítottak. Sikereiért megválasztották az év freshmanjának (tulajdonképpen újoncának), egész Amerika év csapatába is bekerült. Középiskolai és egyetemi évei alatt a negyedosztályú St. Louis Strikers és Chicago Fire Premier csapataiban is játszott.
Mialatt a csapattal edzett, a Paris Saint-Germain FC bosnyák edzője, Vahid Halilhodžić kiszúrta és gyorsan szerződtette a francia csapatba a következő szezonra. A kezdetekben kevés lehetőséget kapott, így kölcsönadták a másodosztályú Dijon FCO-nak. 2005-ben végleg távozott a PSG-től, két évre írt alá a Dijonhoz.

### Hoffenheim

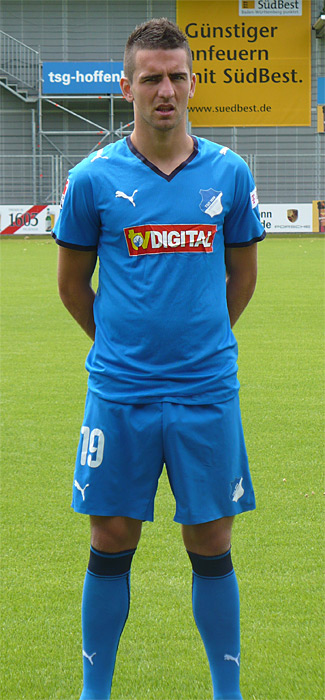
Vedad Ibišević a TSG 1899 Hoffenheim mezében

2006 májusában hároméves szerződést írt alá az Alemannia Aachennel, 2007. július 16-án egy másik német csapatba, a TSG 1899 Hoffenheimbe igazolt.
Ibišević a 2008–09-es szezont jól kezdte, a Hoffenheim történetének első élvonalbeli meccsén két gólt lőtt az Energie Cottbus ellen, 3–0-r nyertek. Második meccsén, a Borussia Mönchengladbach ellen is betalált. A Hoffenheim harmadik Bundesliga-meccsén már negyedik gólját szerezte a Bayer Leverkusen ellen, de 5–2-re kikaptak. A Borussia Dortmund 4–1-es legyőzéséből két góllal vette ki a részét. Csapata első élvonalbeli szezonjának első felében 17 meccsen 18 gólt lőtt és 7 gólpasszt adott, sérülése előtt ő volt a bajnokság gólkirálya. Októberben elnyerte a Hónap játékosa díjat. 2009. január 14-én megsérült a Hamburger SV elleni spanyolországi edzőmeccsen. Elülső keresztszalag-sérülést állapítottak meg nála, így a 2008–09-es szezon hátralevő részére harcképtelenné vált. A 2009–10-es szezon kezdetén tért vissza. Ibišević a Hoffenheim hetedik meccséig gólképtelen maradt, de ekkor mesterhármast szerzett a Hertha BSC ellen. Ez lett a Bundesliga-történelem második leggyorsabb mesterhármasa és a leggyorsabb gólja, mindössze 47 másodperc után talált be. A szezon után szerződéshosszabbítást írt alá, ami a 2012–13-as idény végéig tartotta a klubnál.

### VfB Stuttgart
2012. január 25-én Ibišević a VfB Stuttgartba igazolt. Új klubjában első gólját 2012. február 11-én lőtte, a Hertha BSC 5–0-s hazai kiütéséből az első gólt vállalta. Gólpasszt is adott a meccsen. Két gólt lőtt a korábbi klubja, a Hoffenheim elleni derbin március 16-án (2–1). Jó formája megmaradt az 1. FSV Mainz 05 4–1-es legyőzésekor, az empatikus meccsen duplázott, a sikerrel a Stuttgart bebiztosította helyét az európai porondon.
Ibišević a 2012–13-as szezonban első gólját 2012. szeptember 29-én az 1. FC Nürnberg 2–0-s legyőzésekor az 1. percben lőtte. December 8-án meglőtte első stuttgarti mesterhármasát, a Schalke 3–1-es hazai legyőzésével feljöttek az ötödik helyre.
2013. szeptember 1-jén mesterhármast lőtt volt klubja, a Hoffenheim ellen, 6–2-es bajnoki sikerhez segítve csapatát a Mercedes-Benz Arenában. Február 9-én 5 meccsre eltiltották, miután lerúgta az FC Augsburg játékosát, Jan-Ingwer Callsen-Brackert, mikor otthon kaptak ki az FCA-tól. A szövetség azzal indokolta döntését, hogy törlesztésért az előző szezonban már egyszer kiállították. Az eltiltás miatt ki kellett hagynia korábbi csapata, a Hoffenheim és az alsóházi Eintracht Braunschweig elleni meccseket. Ibišević bocsánatot kért tettéért.
2014. augusztus 6-án 2017 júniusáig szerződést hosszabbított.
2020. szeptember 3-án bejelentették, hogy egy szezonra csatlakozik a Schalke 04 csapatához.

## Válogatottban
2007. március 24-én debütált a bosnyák válogatottban a Norvégia elleni Európa-bajnoki selejtező-mérkőzésen. Ibišević a 11 kezdőjátékos közt szerepelt. 2007. október 13-án a Görögország elleni athéni meccsre is behívták. Ezen a meccsen meglőtte első válogatott gólját, csapata második és egyben utolsó találatát szerezte, 3–2-re kikaptak. Részt vett a válogatott 2010-es világbajnoki selejtezőin is.
2012. szeptember 7-én a VfB Stuttgart játékosa a 2014-es labdarúgó-világbajnokság Liechtenstein elleni idegenbeli selejtezőjén megszerezte első mesterhármasát válogatott színekben. Egy gólt pedig önzetlenül készített elő Edin Džekónak ugyanazon a meccsen. A 2012. október 16-i selejtezőjén ő lőtte az első gólt Litvániának, 3–0-ra győztek. Ugyanezen ellenfél ellen egy évvel később ő lőtte az egyetlen gólt, a sikerrel Bosznia-Hercegovina története során először kijutott a világbajnokságra. 2014. június 15-én megszerezte az ország történetének első világbajnoki gólját is, az argentinok ellen 2–1-re elvesztett, Maracanã Stadionban rendezett találkozón talált be.

## Magánélete
Ibišević bosnyák családból származik. Korán Svájcba költöztek, majd az amerikai St. Louisba mentek, ahol felnőtt. Mikor a boszniai háborúban szerzett emlékeiről mesélt, nem mondta el a teljes igazságot. Az amerikai író, Wright Thompson 2014-ben azt mondta a csatárról, hogy
Németországban senki sem ismeri a teljes igazságot a történetéről a háborúban. Három amerikai éve alatt nem mondta el egy embernek, nem mondta el egy tanárnak, barátnak vagy edzőnek sem. Ha kérdezték, általában azt válaszolta, hogy "Rendben van", vagy "Szerencsések voltunk."
 Felesége, Zerina, aki elvesztette édesapját a háborúban, szintén úgy gondolja, férje nem mondta el a teljes igazságot, azt mondta: "Talán a 20%-át tudom. Esküszöm."
Ibišević és felesége egy Stuttgart melletti faluban élnek fiukkal, Ismaillal. Thompson megjegyezte, amikor a VfB-hez igazolása után házat keresett magának, olyat nézett volna, ami emlékezteti a bosnyák családi otthonra, ahonnan a háború miatt el kellett menekülniük. Édesapjának, Šabannak Tuzlában vásárolt egy házat, amely korábban apja főnökének a tulajdonában volt, Thompson szerint a ház "a háború nehézségének szimbóluma." A házak Šabannak többek, mint egyszerű otthonok, mióta St. Louisban saját fiai házügyeit intézte. Ibišević újraépítette édesapja gyerekkori házát Geroviban, a faluban több háborús emlékhelyet is állított.

## Statisztika

### Klubcsapatokban
2024. február 26-i állapot szerint.
| Klub                 | Szezon           | Bajnokság        | Bajnokság | Bajnokság | Kupa  | Kupa  | Ligakupa | Ligakupa | Nemzetközi | Nemzetközi | Összes | Összes |
| Klub                 | Szezon           | Liga             | Mérk.     | Gólok     | Mérk. | Gólok | Mérk.    | Gólok    | Mérk.      | Gólok      | Mérk.  | Gólok  |
| -------------------- | ---------------- | ---------------- | --------- | --------- | ----- | ----- | -------- | -------- | ---------- | ---------- | ------ | ------ |
| PSG                  | 2004–05          | Ligue 1          | 4         | 0         | 0     | 0     | 2        | 0        | 0          | 0          | 6      | 0      |
| Dijon (kölcsön)      | 2004–05          | Ligue 2          | 12        | 4         | –     | –     | –        | –        | –          | –          | 12     | 4      |
| Dijon (kölcsön)      | 2005–06          | Ligue 2          | 21        | 6         | 0     | 0     | 1        | 0        | –          | –          | 22     | 6      |
| Dijon (kölcsön)      | Összesen         | Összesen         | 33        | 10        | 0     | 0     | 1        | 0        | –          | –          | 34     | 10     |
| Alemannia Aachen     | 2006–07          | Bundesliga       | 24        | 6         | 3     | 0     | –        | –        | –          | –          | 27     | 6      |
| 1899 Hoffenheim      | 2007–08          | 2. Bundesliga    | 31        | 5         | 3     | 1     | –        | –        | –          | –          | 34     | 6      |
| 1899 Hoffenheim      | 2008–09          | Bundesliga       | 17        | 18        | 2     | 1     | –        | –        | –          | –          | 19     | 19     |
| 1899 Hoffenheim      | 2009–10          | Bundesliga       | 34        | 12        | 4     | 1     | –        | –        | –          | –          | 38     | 13     |
| 1899 Hoffenheim      | 2010–11          | Bundesliga       | 31        | 8         | 2     | 2     | –        | –        | –          | –          | 33     | 10     |
| 1899 Hoffenheim      | 2011–12          | Bundesliga       | 10        | 5         | 1     | 1     | –        | –        | –          | –          | 11     | 6      |
| 1899 Hoffenheim      | Összesen         | Összesen         | 123       | 48        | 12    | 6     | –        | –        | –          | –          | 135    | 54     |
| VfB Stuttgart        | 2011–12          | Bundesliga       | 15        | 8         | 1     | 0     | –        | –        | –          | –          | 16     | 8      |
| VfB Stuttgart        | 2012–13          | Bundesliga       | 30        | 15        | 6     | 4     | –        | –        | 11         | 5          | 47     | 24     |
| VfB Stuttgart        | 2013–14          | Bundesliga       | 27        | 10        | 2     | 3     | –        | –        | 4          | 2          | 33     | 15     |
| VfB Stuttgart        | 2014–15          | Bundesliga       | 14        | 0         | 1     | 0     | –        | –        | –          | –          | 15     | 0      |
| VfB Stuttgart        | Összesen         | Összesen         | 86        | 33        | 10    | 7     | –        | –        | 15         | 7          | 111    | 47     |
| Hertha BSC (kölcsön) | 2015–16          | Bundesliga       | 26        | 10        | 4     | 2     | –        | –        | –          | –          | 30     | 12     |
| Hertha BSC           | 2016–17          | Bundesliga       | 32        | 12        | 3     | 0     | –        | –        | 2          | 2          | 37     | 14     |
| Hertha BSC           | 2017–18          | Bundesliga       | 27        | 6         | 2     | 1     | –        | –        | 4          | 0          | 33     | 7      |
| Hertha BSC           | 2018–19          | Bundesliga       | 28        | 10        | 3     | 2     | –        | –        | –          | –          | 31     | 12     |
| Hertha BSC           | 2019–20          | Bundesliga       | 25        | 7         | 2     | 2     | –        | –        | –          | –          | 27     | 9      |
| Hertha BSC           | Összesen         | Összesen         | 138       | 45        | 14    | 7     | –        | –        | 6          | 2          | 158    | 54     |
| Schalke 04           | 2020–21          | Bundesliga       | 4         | 0         | 1     | 1     | –        | –        | –          | –          | 5      | 1      |
| Karrier összesen     | Karrier összesen | Karrier összesen | 412       | 142       | 40    | 21    | 3        | 0        | 21         | 9          | 476    | 172    |

### Válogatottban
2024. február 26. szerint
| Bosznia-Hercegovina | Bosznia-Hercegovina | Bosznia-Hercegovina |
| Év                  | Mérk.               | Gólok               |
| ------------------- | ------------------- | ------------------- |
| 2007                | 7                   | 1                   |
| 2008                | 6                   | 2                   |
| 2009                | 7                   | 1                   |
| 2010                | 8                   | 3                   |
| 2011                | 6                   | 1                   |
| 2012                | 9                   | 6                   |
| 2013                | 9                   | 6                   |
| 2014                | 10                  | 4                   |
| 2015                | 9                   | 1                   |
| 2016                | 6                   | 1                   |
| 2017                | 5                   | 2                   |
| 2018                | 1                   | 0                   |
| Összesen            | 83                  | 28                  |

### Góljai a válogatottban
Minden esetben Bosznia-Hercegovina góljai szerepelnek elöl
| #   | Dátum               | Helyszín                                                     | Ellenfél         | Állás | Eredmény | Kiírás                             |
| --- | ------------------- | ------------------------------------------------------------ | ---------------- | ----- | -------- | ---------------------------------- |
| 1.  | 2007. október 13.   | Olimpiai Stadion, Marousi, Görögország                       | Görögország      | 2–3   | 2–3      | 2008-as Európa-bajnokság selejtező |
| 2.  | 2008. november 19.  | Ljudski vrt, Maribor, Szlovénia                              | Szlovénia        | 1–0   | 4–3      | Barátságos mérkőzés                |
| 3.  | 2008. november 19.  | Ljudski vrt, Maribor, Szlovénia                              | Szlovénia        | 4–1   | 4–3      | Barátságos mérkőzés                |
| 4.  | 2009. október 10.   | A. Le Coq Arena, Tallinn, Észtország                         | Észtország       | 2–0   | 2–0      | 2010-es világbajnoki selejtező     |
| 5.  | 2010. március 3.    | Asim Ferhatović Hase Stadion, Szarajevó, Bosznia-Hercegovina | Ghána            | 1–1   | 2–1      | Barátságos mérkőzés                |
| 6.  | 2010. augusztus 10. | Grbavica Stadion, Szarajevó, Bosznia-Hercegovina             | Katar            | 1–0   | 1–1      | Barátságos mérkőzés                |
| 7.  | 2010. október 8.    | Qemal Stafa Stadion, Tirana, Albánia                         | Albánia          | 1–0   | 1–1      | 2012-es Európa-bajnoki selejtező   |
| 8.  | 2011. március 26.   | Bilino Polje, Zenica, Bosznia-Hercegovina                    | Románia          | 1–1   | 2–1      | 2012-es Európa-bajnoki selejtező   |
| 9.  | 2012. február 28.   | AFG Arena, St. Gallen, Svájc                                 | Brazília         | 1–1   | 1–2      | Barátságos mérkőzés                |
| 10. | 2012. augusztus 15. | Parc y Scarlets, Llanelli, Wales                             | Wales            | 1–0   | 2–0      | Barátságos mérkőzés                |
| 11. | 2012. szeptember 7. | Rheinpark Stadion, Vaduz, Liechtenstein                      | Liechtenstein    | 3–0   | 8–1      | 2014-es világbajnoki selejtező     |
| 12. | 2012. szeptember 7. | Rheinpark Stadion, Vaduz, Liechtenstein                      | Liechtenstein    | 4–0   | 8–1      | 2014-es világbajnoki selejtező     |
| 13. | 2012. szeptember 7. | Rheinpark Stadion, Vaduz, Liechtenstein                      | Liechtenstein    | 8–1   | 8–1      | 2014-es világbajnoki selejtező     |
| 14. | 2012. október 16.   | Bilino Polje, Zenica, Bosznia-Hercegovina                    | Litvánia         | 1–0   | 3–0      | 2014-es világbajnoki selejtező     |
| 15. | 2013. február 6.    | Stožice Stadion, Ljubljana, Szlovénia                        | Szlovénia        | 1–0   | 3–0      | Barátságos mérkőzés                |
| 16. | 2013. március 22.   | Bilino Polje, Zenica, Bosznia-Hercegovina                    | Görögország      | 2–0   | 3–1      | 2014-es világbajnoki selejtező     |
| 17. | 2013. június 7.     | Skonto stadion, Riga, Litvánia                               | Lettország       | 2–0   | 5–0      | 2014-es világbajnoki selejtező     |
| 18. | 2013. augusztus 14. | Asim Ferhatović Hase Stadion, Szarajevó, Bosznia-Hercegovina | Egyesült Államok | 2–0   | 3–4      | Barátságos mérkőzés                |
| 19. | 2013. október 11.   | Bilino Polje, Zenica, Bosznia-Hercegovina                    | Liechtenstein    | 3–0   | 4–1      | 2014-es világbajnoki selejtező     |
| 20. | 2013. október 15.   | Darius and Girėnas Stadion, Kaunas, Litvánia                 | Litvánia         | 1–0   | 1–0      | 2014-es világbajnoki selejtező     |
| 21. | 2014. június 15.    | Maracanã Stadion, Rio de Janeiro, Brazília                   | Argentína        | 1–2   | 1–2      | 2014-es labdarúgó-világbajnokság   |
| 22. | 2014. szeptember 4. | Tušanj Stadion, Tuzla, Bosznia-Hercegovina                   | Liechtenstein    | 1–0   | 3–0      | Barátságos mérkőzés                |
| 23. | 2014. szeptember 4. | Tušanj Stadion, Tuzla, Bosznia-Hercegovina                   | Liechtenstein    | 2–0   | 3–0      | Barátságos mérkőzés                |
| 24. | 2014. szeptember 9. | Bilino Polje, Zenica, Bosznia-Hercegovina                    | Ciprus           | 1–0   | 1–2      | 2016-os Európa-bajnoki selejtező   |

## Sikerei, díjai
VfB Stuttgart
- Német kupa ezüstérmes (1): 2012–13

Egyéni
- Az év bosnyák játékosa (1): 2008
- ESM év csapata: 2008–09

## Fordítás
Ez a szócikk részben vagy egészben  a   Vedad Ibišević című angol Wikipédia-szócikk ezen változatának fordításán alapul.  Az eredeti cikk szerkesztőit annak laptörténete sorolja fel. Ez a jelzés csupán a megfogalmazás eredetét és a szerzői jogokat jelzi, nem szolgál a cikkben szereplő információk forrásmegjelöléseként.